# Psophocarpus monophyllus
Psophocarpus monophyllus là một loài thực vật có hoa trong họ Đậu. Loài này được Harms miêu tả khoa học đầu tiên.

## Phạm vi
Psophocarpus monophyllus sinh sống tại Burkina Faso, Guinée, Guinée-Bissau, Bờ Biển Ngà và Mali